# فرانك أوليفر كول
فرانك أوليفر كول هو كاتب سير وشاعر كندي، ولد في 11 أبريل 1878 في لاك برومي في كندا، وتوفي بنفس المكان في 7 سبتمبر 1956.